# Pla del Savinar
El Pla del Savinar és una plana del municipi d'Alfara de Carles a la comarca del Baix Ebre.